# Peter Tatchell
Peter Gary Tatchell (Melbourne, 25 de gener de 1952) és un defensor britànic dels drets humans originari d'Austràlia, conegut pel seu treball amb els moviments socials LGBT.
Tatchell va ser seleccionat com a candidat parlamentari del Partit Laborista per la circumscripció de Bermondsey el 1981. Posteriorment, va ser denunciat pel líder del partit Michael Foot per donar suport suposadament a grups extraparlamentaris contra el govern de Margaret Thatcher. El Partit Laborista va deixar-lo continuar presentant-se a les eleccions de febrer de 1983 a Bermondsey. En la dècada de 1990 va fer campanya pels drets LGBT a través del grup d'acció directa OutRage!, que va cofundar. Ha treballat en diverses campanyes, com Stop Murder Music en contra de lletres de cançons que suposadament inciten a la violència contra les persones LGBT. A més, ha escrit i parlat sobre diversos assumptes de drets humans i justícia social. Va intentar organitzar una detenció ciutadana del president de Zimbabwe, Robert Mugabe, el 1999 i el 2001.
L'abril de 2004 es va afiliar al Partit Verd d'Anglaterra i Gal·les i el 2007 va ser escollit com a candidat al Parlament per la circumscripció d'Oxford East, però el desembre de 2009 hi va renunciar a causa de les lesions cerebrals que, segons afirma, li va causar un accident d'autobús així com el dany infligit pels guardaespatlles de Mugabe el 2001 i per neonazis de Moscou mentre feia campanya pels drets dels homosexuals. Des de 2013, treballa a la Fundació Peter Tatchell.